# Жас Улан
Жас Улан (каз. Жас Ұлан, до 2018 г. — Молодая Гвардия) — село в Уалихановском районе Северо-Казахстанской области Казахстана. Входит в состав Акбулакского сельского округа. Код КАТО — 596449300.

## География
Находится к северо-западу от озера Селетытениз, примерно в 35 км к юго-востоку от села Кишкенеколь, административного центра района, на высоте 109 метров над уровнем моря.

## Население
В 1999 году численность населения села составляла 702 человека (349 мужчин и 353 женщины). По данным переписи 2009 года в селе проживал 461 человек (222 мужчины и 239 женщин).